# Grand Prix de l’Humanité 1979
Der Grand Prix de l’Humanité 1979 wurde als Etappenrennen im Straßenradsport mit drei Tagesabschnitten in der französischen Stadt Aulnay-sous-Bois vom 25. bis zum 27. Mai 1979 ausgetragen. Es war die 45. Austragung des Grand Prix de l’Humanité.

## Rennverlauf
Es nahmen mehr als 100 Radrennfahrer aus zehn Ländern, darunter aus der DDR, Bulgarien, der Tschechoslowakei, Polen, Belgien und Dänemark, teil. Die DDR startete mit Harald Wolf, Mario Hernig und Steffen Stier.
1. Etappe, Kriterium, 60 Kilometer, Sieger: Harald Wolf, DDR
2. Etappe, 143 Kilometer, Anatolij Tschukanow, Sowjetunion
3. Etappe, 127 Kilometer, Sieger Jean Daveneau, Frankreich

## Ergebnis
| Platz | Name                | Mannschaft  | Zeit       |
| ----- | ------------------- | ----------- | ---------- |
| 1.    | Harald Wolf         | DDR         | 8:26:18 h  |
| 2.    | Anatolij Tschukanow | Sowjetunion | + 1:01 min |
| 3.    | Juri Barinow        | Sowjetunion | + 1:48 min |
| 4.    | Steffen Stier       | DDR         | + 3:00 min |
| 5.    | Serge Plaut         | Frankreich  | + 5:23 min |
| 6.    | Alexandre Leduc     | Frankreich  | + 5:28 min |